# 로사 마리아 사르다
로사 마리아 사르다(Rosa Maria Sardà, 1941년 7월 30일 ~ 2020년 6월 11일)는 스페인의 배우, 희극인이다.

## 출연 작품
- 더 퀸 오브 스페인 (2016)
- 레이 기타노 (2015)
- 스패니쉬 어페어 2 (2015)
- 마크툽 (2011)
- 이어 오브 그레이스 (2011)
- 나에게서 사라져 (2006)
- 붉은 피 (2004)
- 무의식 (2004)
- 테이크 마이 아이스 (2003)
- 투 터프 가이즈 (2003)
- 마이 러브 (2002)
- 엄마는 여자를 좋아해 (2002)
- 내 어머니의 모든 것 (1999)
- 포옹 (1998)
- 꿈 속의 여인 (1998)
- 왜 섹스를 사랑이라고 말하나 (1992)